# Fate (アルバム)
『Fate』（フェイト）は、SURFACEの2枚目のオリジナル・アルバムである。マーキュリー・ミュージックエンタテインメントから2000年6月21日にリリースされた。

## 概要
前作『Phase』から1年3か月ぶりにリリースされたオリジナル・アルバムである。初回生産盤は、ボックスケース・フォトブックが同梱されていた。
オリコンチャート最高位2位を獲得した。フジテレビ系テレビドラマ『ショムニ』の第2シリーズの主題歌で先行シングル「ゴーイングmy上へ」をはじめ、『Phase』以降にリリースされたシングルタイトルチューン4曲（「なあなあ,「君の声で 君のすべてで…」,「ヌイテル?」,「ゴーイングmy上へ」）を含む、全12曲が収録されている。

## 収録曲
| 全作曲: 椎名慶治・永谷喬夫、全編曲: SURFACE。 |                                         |                  |                      |      |
| #                                             | タイトル                                | 作詞             | 作曲・編曲           | 時間 |
| 1.                                            | 「ゴーイングmy上へ」(8thシングル)       | 椎名慶治         | 椎名慶治 ・ 永谷喬夫 | 3:38 |
| 2.                                            | 「なあなあ-Fate mix-」(5thシングル)     | 椎名慶治         | 椎名慶治 ・ 永谷喬夫 | 2:45 |
| 3.                                            | 「switch」                              | 椎名慶治・野口圭 | 椎名慶治 ・ 永谷喬夫 | 4:30 |
| 4.                                            | 「でてくるなよ」                        | 椎名慶治         | 椎名慶治 ・ 永谷喬夫 | 3:28 |
| 5.                                            | 「君の声で 君のすべてで…」(6thシングル) | 椎名慶治         | 椎名慶治 ・ 永谷喬夫 | 4:38 |
| 6.                                            | 「縁」(7thシングルc/w)                  | 椎名慶治・野口圭 | 椎名慶治 ・ 永谷喬夫 | 3:47 |
| 7.                                            | 「愛じゃない」                          | 椎名慶治・野口圭 | 椎名慶治 ・ 永谷喬夫 | 3:51 |
| 8.                                            | 「偶然＝必然」                          | 椎名慶治         | 椎名慶治 ・ 永谷喬夫 | 3:05 |
| 9.                                            | 「まぁいいや」(6thシングルc/w)          | 椎名慶治         | 椎名慶治 ・ 永谷喬夫 | 3:34 |
| 10.                                           | 「Tell me」                             | 椎名慶治・野口圭 | 椎名慶治 ・ 永谷喬夫 | 3:55 |
| 11.                                           | 「たまり場」                            | 椎名慶治・野口圭 | 椎名慶治 ・ 永谷喬夫 | 5:00 |
| 12.                                           | 「ヌイテル?」(7thシングル)              | 椎名慶治         | 椎名慶治 ・ 永谷喬夫 | 3:54 |
| 合計時間:                                     | 合計時間:                               | 合計時間:        | 46:05                |      |